# 우치로
우치로(Uchi-ro)는 광주광역시 북구 중흥동 중흥삼거리 에서 북구 용전동 월출교차로를 잇는 광주광역시의 도로이다. 

## 주요 경유지
광주광역시
- 북구 (중흥동 . 오치동 . 일곡동 . 건국동)

## 노선
| 이름                  | 접속 노선                             | 소재지     | 소재지 | 소재지 | 비고 |
| --------------------- | ------------------------------------- | ---------- | ------ | ------ | ---- |
| 중흥삼거리            | 광주광역시도 제30호선 (서암대로)      | 광주광역시 | 북구   | 중흥동 |      |
| 효동중학교 교차로     | 서양로                                | 광주광역시 | 북구   | 중흥동 |      |
| 북구청 교차로         | 광주광역시도 제38호선 (서방로) 용봉로 | 광주광역시 | 북구   | 중흥동 |      |
| (이름없음)            | 면양로 효산로                         | 광주광역시 | 북구   | 오치동 |      |
| 오치사거리            | 광주광역시도 제37호선 (서하로)        | 광주광역시 | 북구   | 오치동 |      |
| 한전전남지사앞 교차로 | 천지인로                              | 광주광역시 | 북구   | 오치동 |      |
| 일곡 교차로           | 북부순환로 설죽로                     | 광주광역시 | 북구   | 일곡동 |      |
| 우치공원 교차로       |                                       | 광주광역시 | 북구   | 건국동 |      |
| 대야 교차로           | 쌍용길 지내마을길                     | 광주광역시 | 북구   | 건국동 |      |
| 지산 교차로           | 지산마을길                            | 광주광역시 | 북구   | 건국동 |      |
| 용전 교차로           | 하서로672번길 용전마을길              | 광주광역시 | 북구   | 건국동 |      |
| 용산 교차로           | 광주광역시도 제36호선 (하서로)        | 광주광역시 | 북구   | 건국동 |      |
| 신용산교              |                                       | 광주광역시 | 북구   | 건국동 |      |
| 월출 교차로           | 국도 제13호선 (추성로)                | 광주광역시 | 북구   | 건국동 |      |
| 삼소로와 직결         |                                       |            |        |        |      |

## 주요 건물 및 시설
- SK에너지 자모셀프주유소 (우치로 7/중흥동 349-12)
- 현대자동차 중흥대리점 (우치로 59/중흥동 358-26)
- 메가박스 전대 (우치로 60/중흥동 362-2)
- GS25 전대메가박스점 (우치로 60/중흥동 362-2)
- 광주광역시북구보건소 (우치로 65/중흥동 359)
- 버거킹 전남대후문점 (우치로 76/중흥동 279-60)
- 북구 청 (우치로 77/용봉동 242-7)
- 광주북구청우체국 (우치로 77/용봉동 242-7)
- 미니스톱 신전대후문점 (우치로 96/용봉동 160-23)
- 파리바게뜨 전대후문점 (우치로 102/용봉동 152-39)
- 스타벅스 전남대점 (우치로 110/용봉동 152-1)
- 올리브영 전남대점 (우치로 114/용봉동 151-22)
- 써브웨이 광주전남후문점 (우치로 124/용봉동 151-2)
- 맥도날드 전남대DT점 (우치로 134/용봉동 127-1)
- 세븐일레븐 광주용봉우치점 (우치로 148/용봉동 20-18)
- SK에너지 아승클린주유소 (우치로 170/용봉동 33-1)
- 이마트24 전대북문점 (우치로 181/용봉동 1197-3)
- 도로교통공단 광주전남지부 (우치로 201/용봉동 1198-6)
- 한국전력공사 광주전남본부 (우치로 222/오치동 991)
- 농협 광주농협 오치동지점 (우치로 236/오치1동 976-1)
- 광주은행 오치동출장소 (우치로 246/오치동 970-5)
- 광주서산초등학교 (우치로 263/오치동 945-1)
- 기아자동차 오치대리점 (우치로 273/오치동 945-6)
- GS25 오치금호점 (우치로 284/오치동 924-18)
- SK에너지 성실주유소 (우치로 347/삼각동 753-40)
- E1 반디가스 일곡동충전소 (우치로 585/일곡동 44-2)
- HD현대오일뱅크 일곡우리주유소 (우치로 595/일곡동 43)
- SK에너지 패밀리 셀프주유소 (우치로 678/생용동 72-1)
- S-OIL 용전주유소 (우치로 809/용전동 1225-8)
- S-OIL 천보주유소 (우치로 812/용전동 1225-28)
- HD현대오일뱅크 용전IC주유소 (우치로 842/용전동 1223-11)
- SK에너지 매일LPG충전소 (우치로 850/용전동 1223-7)
- 파스쿠찌 광주용전DT점 (우치로 948/용전동 1041-5)
- SK에너지 행복가득주유소 (우치로 952/용전동 1157-2)